# Belgrád Központi pályaudvar
A Belgrád Központi pályaudvar (szerbül: Железничка станица Београд Центар), köznyelvben Prokop (szerbül: Прокоп) Belgrád új vasúti pályaudvara. Az állomás a város Savski Venac nevű kerületében fekszik. Habár a pályaudvar az átadásakor még befejezetlen volt, a korábbi főpályaudvar bezárásával átvette a központi pályaudvari szerepet.
Az új belgrádi pályaudvar évtizedeken át tartó építését elsősorban a kapcsolódó projektek (14 km-nyi alagút, vasúti hidak, vágányhálózat) forráshiánya késleltette.
A központi pályaudvart 2016. január 26-án nyitották meg, kezdetben az elővárosi vonatok és napi két pár Újvidékre tartó vonat számára. Ezután fokozatosan átirányították a vonatokat a régi főpályaudvarról az újra egészen 2018. július 1-jéig, amikor teljesen átvette az új pályaudvar a központi szerepet.

## Története
Már az 1960-as években születtek tervek a régi főpályaudvar leváltására. Az új pályaudvar helyét kezdetben az autokomandai csomópont mellett jelölték ki, azonban ezt a tervet az építészeti hatóság elutasította és a szomszédos Prokopot választotta ki helyszínnek. Ezzel a csomópont további építését is felfüggesztették, és csak 2007-ben fejezték be. 1971-ben a városfejlesztési tanács egy monumentális pályaudvar tervével állt elő, melyhez hasonló egész Jugoszláviában nem volt. A tervezéskor úgy számoltak, hogy a 21. századra megnövekedett forgalom mellett az állomás közel 10 000 utast tudjon fogadni óránként. A tervezésre irreálisan kevés időt, 18 hónapot szabtak, ezért a tanács ülése, melyen beadták a terveket, zűrzavaros volt, és több, mint 7 órán át húzódott. A végleges terveket 1974-ben fogadták el, az építkezést 1977. október 8-án kezdték meg. Az átadás eredeti határideje 1979. május 1-je volt, azonban az ország folyamatosan romló gazdasági helyzete miatt kezdetben csak lelassult, 1980-ban pedig le is állították az építkezést. 1984 májusában már szó volt a projekt felhagyásáról, de 1990-ben végül folytatódott az építkezés. 1996. július 7-én Slobodan Milošević államfő és Mirko Marjanović kormányfő átadták a még csak betontetőből álló állomást, de a további építkezések az 1999-es bombázás következtében leálltak.
2005-ben nemzetközi pályázatot írtak ki a pályaudvar befejezésére, amit a magyar TriGranit nyert meg, akivel 2008-ban felmondták a szerződést, és a korábban is az építkezésen dolgozó Energoprojektet bízták meg. Ekkor 2010-et jelölték ki végső határidőnek, azonban az építkezésen nem történt semmilyen előrelépés. 2012-ben az állam 35,8 millió euró hitelt vett fel a finanszírozásra, majd 2014 decemberében tovább tudták folytatni a kivitelezést. 14 hónapnyi munka után, 2016. január 16-án Aleksandar Vučić miniszterelnök átadta a pályaudvart, azonban ekkor még alacsony volt a kihasználtsága, a legtöbb vonat Belgrád más állomásait használta.
2017. december 10-én a belföldi vonatok többségét áthelyezték az új központi pályaudvarra, a nemzetközi vonatok továbbra is a régi főpályaudvart használták, mivel az új nem volt alkalmas a fogadásukra, mivel a 2016-os átadás ellenére továbbra sem készültek el a kiszolgáló és kereskedelmi egységek, két peron és a hozzájuk tartozó perontető, továbbá a bekötőutak is csak részben álltak rendelkezésre. Az építésügyi minisztérium akkori becslése szerint megfelelő finanszírozás mellett további két évre volt szükség a teljes befejezéshez.
További problémát jelent, hogy az új állomás a régivel ellentétben nem alkalmas áruforgalomra. Ennek ellenére 2018 januárjában bejelentették, hogy 2018. július 1-jén lezárják a régi főpályaudvart a vasúti forgalom előtt. Továbbá a következő két évben be szeretnék fejezni az építkezést, azonban nincs meg rá a fedezet, és a második kölcsön nincs jóváhagyva. Zorana Mihajlović szerb közlekedési miniszter még 2017-ben a befejezést 2018. április és 2019. április közé becsülte.

## Nemzetközi vonatok
| Járat                       | Útvonal | Gyakoriság        |
| --------------------------- | --- | ----------------- |
| Lovcen és Tara InterCity    | Beograd-Centar (Belgrád-Központi) – Rakovica – Lazarevac – Lajkovac – Valjevo – Kosjerić – Požega – Užice – (Branešci –) Priboj na Limu – Prijepolje – Prijepolje Teretna – (Brodarevo – Vrbnica –) Bijelo Polje – Mojkovac – Kolašin – Podgorica – Sutomore – Bar | Napi 2 pár        |
| Balkán expresszvonat        | Beograd-Centar (Belgrád-Központi) – Rakovica – Mladenovac – Palanka – Velika Plana – Lapovo – Jagodina – Ćuprija – Paraćin – Ćićevac – Stalać – Aleksinac – Niš – Bela Palanka – Pirot – Dimitrovgrad – Kalotina Zapad – Dragoman – Sofia (Szófia) | Napi 1 pár        |
| Hellas expresszvonat        | Beograd-Centar (Belgrád-Központi) – Rakovica – Mladenovac – Palanka – Velika Plana – Lapovo – Jagodina – Ćuprija – Paraćin – Ćićevac – Stalać – Aleksinac – Niš – Leskovac – Vladičin Han – Vranje – Preševo – Tabanovci – Kumanovo – Skopje (Szkopje) – Veles – Gradsko (Gradszko) – Negotino Vardar – Demir Kapija – Gevgelija (Gyevgyelija) – Idoméni – Szaloniki | Nyáron napi 1 pár |
| Alpine Pearls expresszvonat | Beograd-Centar (Belgrád-Központi) – Novi Beograd (Újbelgrád) – Nova Pazova (Újpázova) – Stara Pazova (Ópazova) – Ruma (Árpatarló) – Sremska Mitrovica (Szávaszentdemeter) – Šid – Tovarnik (Felsőtárnok) – Vinkovci – Strizivojna-Vrpolje – Slavonski Brod – Nova Kapela – Nova Gradiška – Okučani – Novska – Banova Jaruga – Kutina – Ivanić Grad – Dugo Selo – Zagreb Gl. – Dobova – (Krsko –) Sevnica – Zidani Most – Ljubljana – Kranj – Lesce Bled – Jesenice – Villach Hbf. – Spittal-Millstättersee – Mallnitz-Obervellach – Bad Gastein – Bad Hofgastein – Schwarzach-St. Veit → Innsbruck Hbf. → Landeck-Zams → St. Anton am Arlberg → Langen am Arlberg → Bludenz → Feldkirch → Buchs SG → Sargans → Zürich HB | Napi 1 pár        |
| gyorsvonat                  | Beograd-Centar (Belgrád-Központi) – Novi Beograd (Újbelgrád) – Nova Pazova (Újpázova) – Stara Pazova (Ópazova) – Ruma (Árpatarló) – Sremska Mitrovica (Szávaszentdemeter) – Šid – Tovarnik (Felsőtárnok) – Vinkovci – Strizivojna-Vrpolje – Slavonski Brod – Nova Kapela – Nova Gradiška – Novska – Banova Jaruga – Kutina – Ivanić Grad – Dugo Selo – Zagreb Gl. – Dobova | Napi 1 pár        |

## Képgaléria

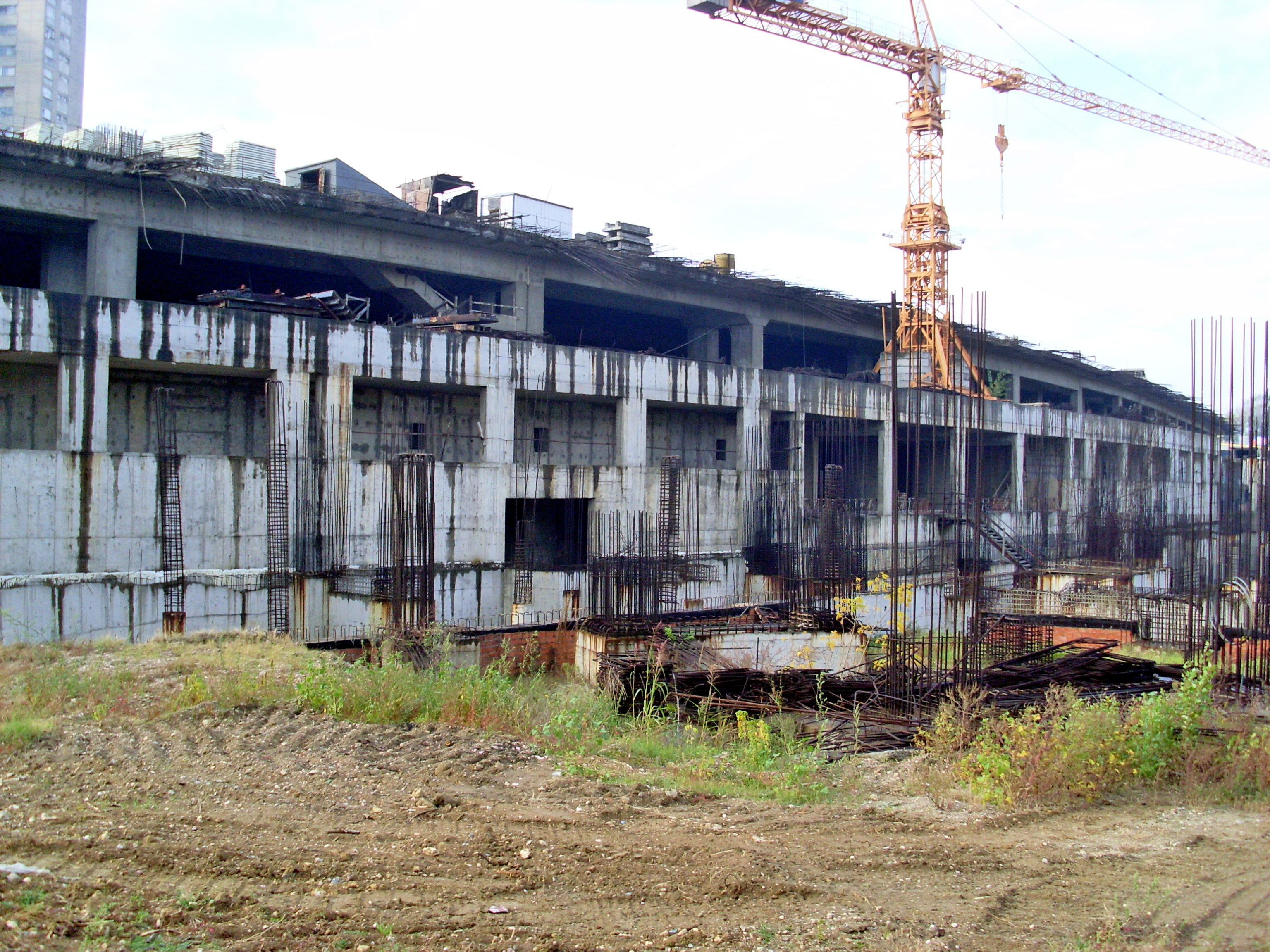
Építkezés 2008 októberében
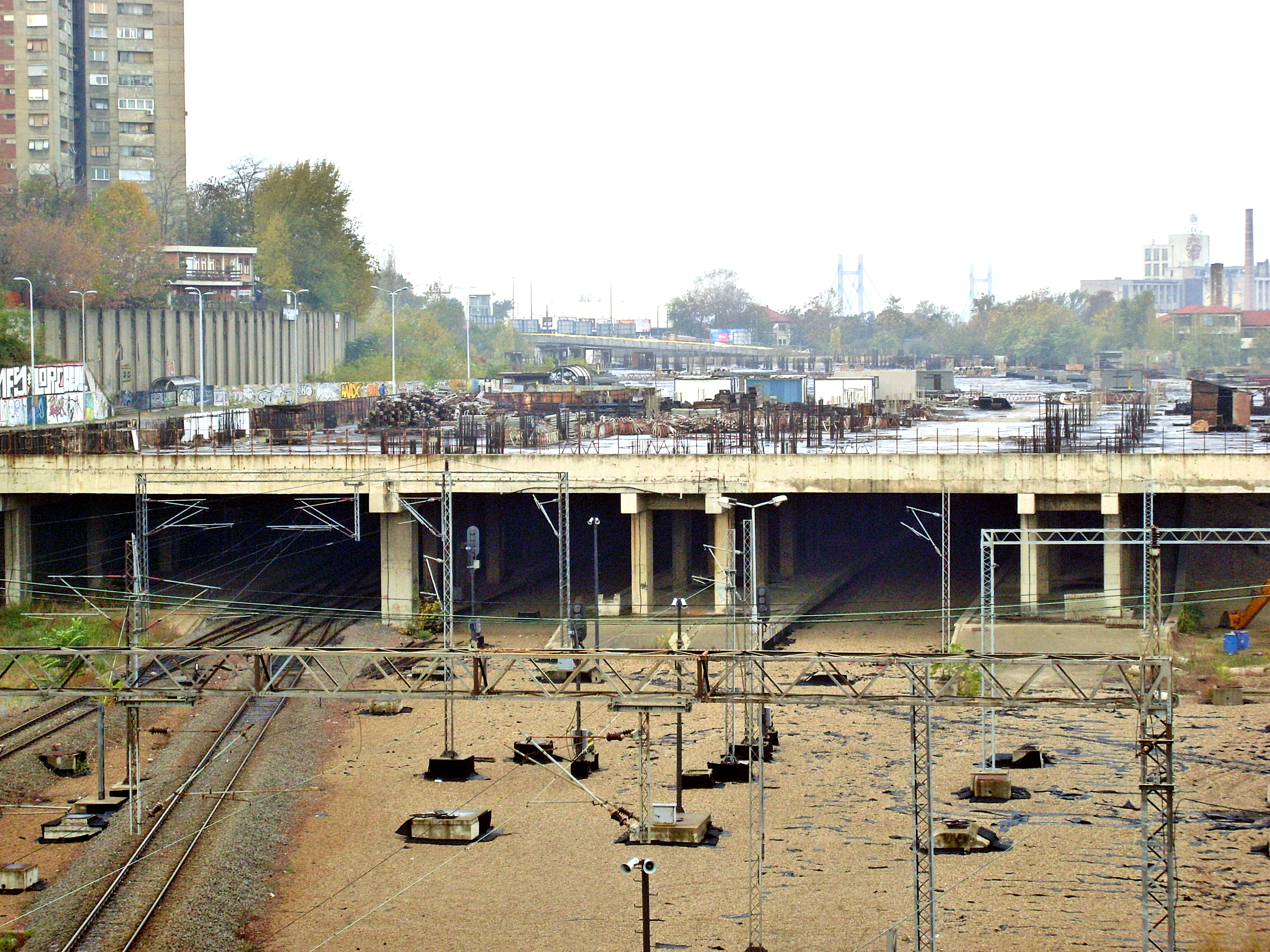
A pályaudvar keleti oldala
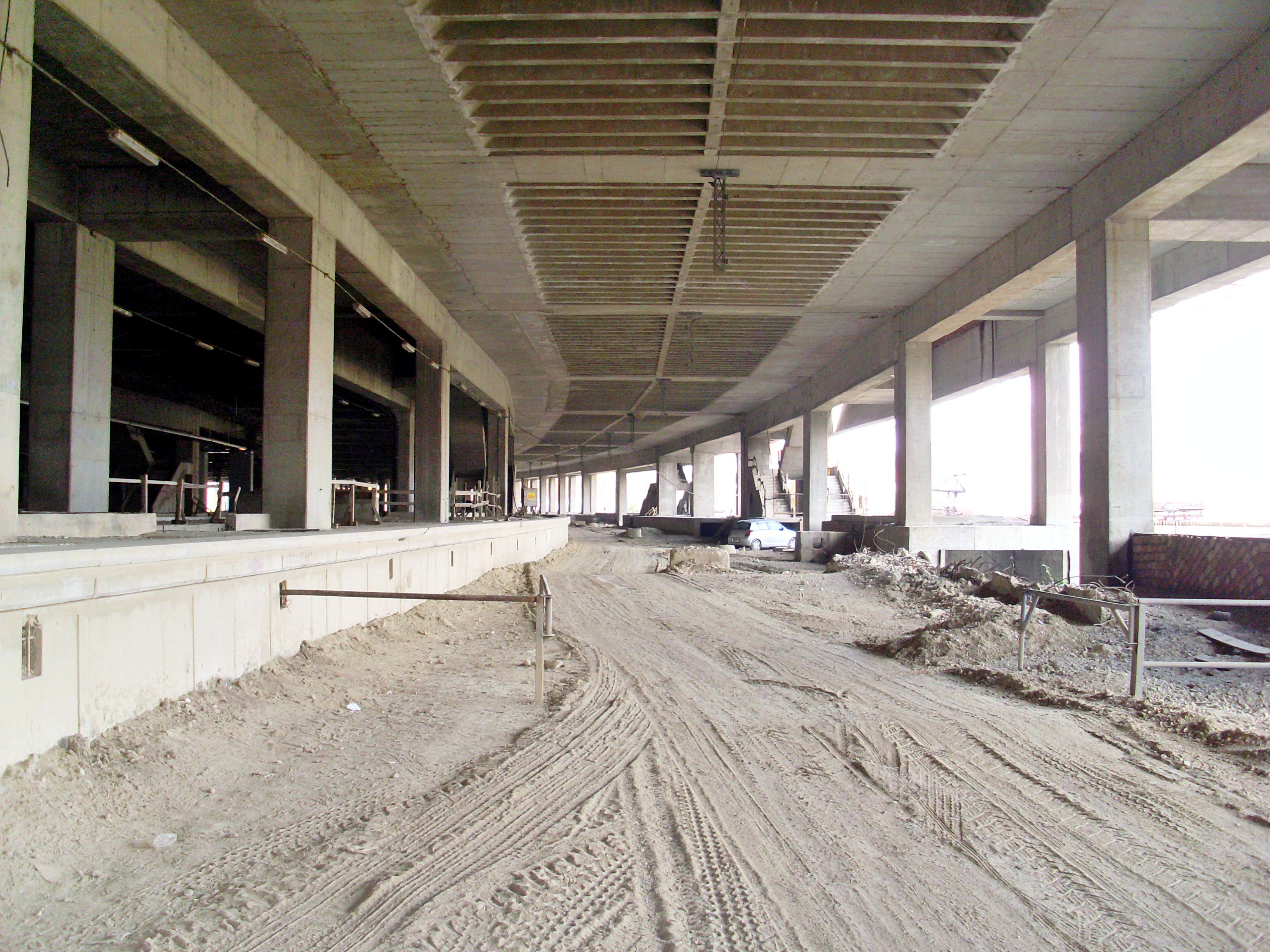
A peronok építés alatt
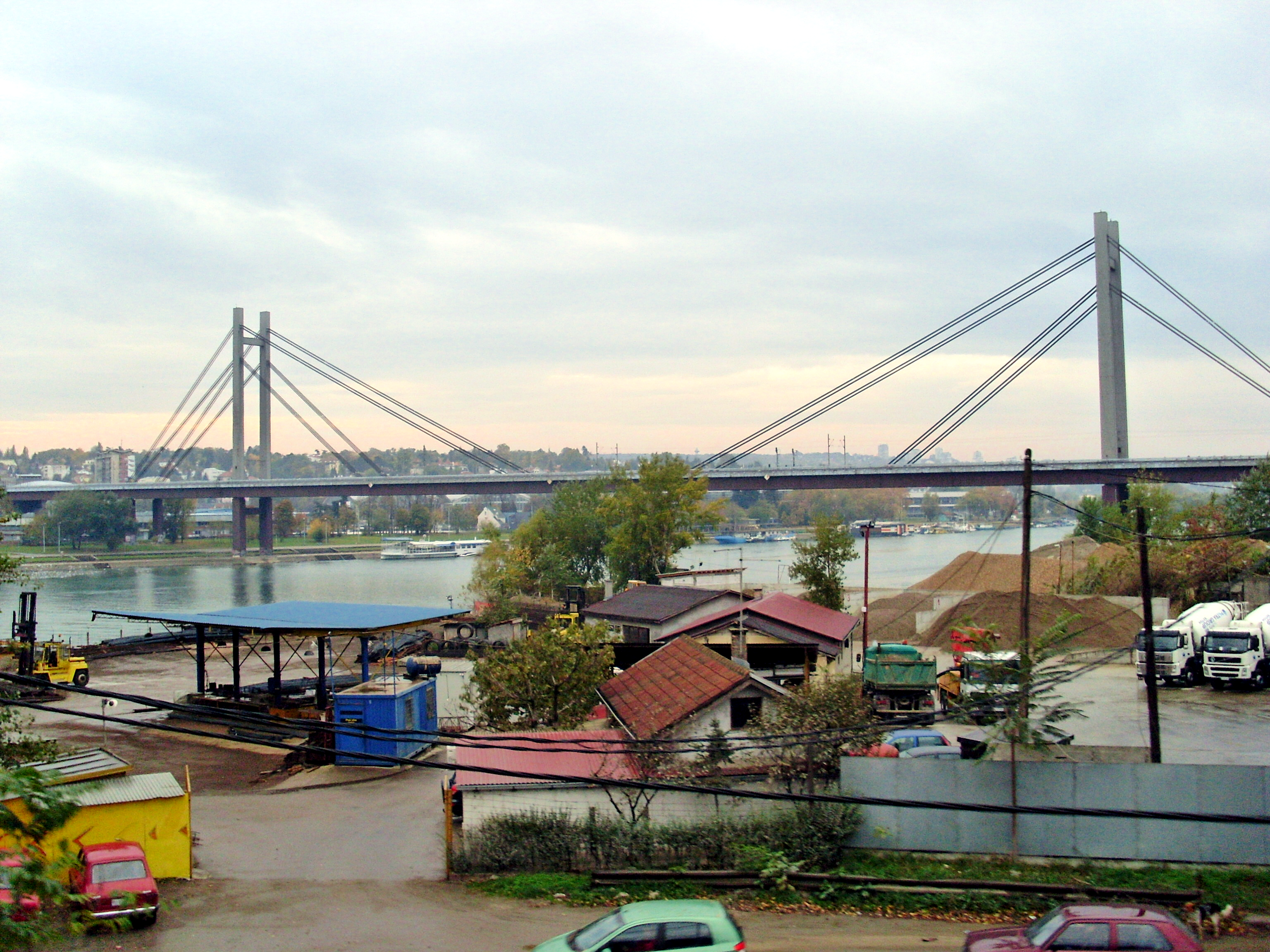
A pályaudvarral együtt épített Száva-híd
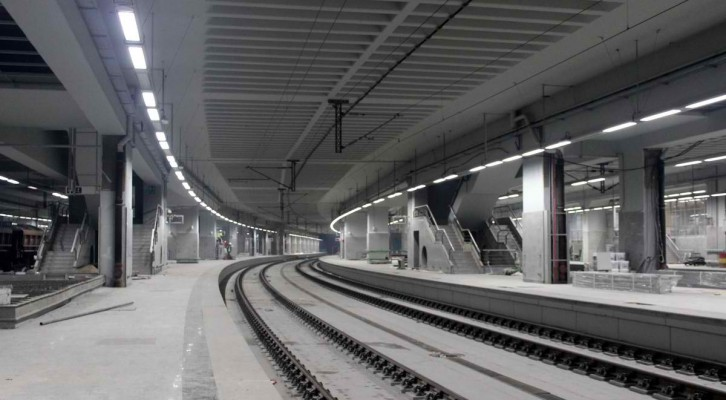
Munkálatok 2016-ban

## Fordítás
- Ez a szócikk részben vagy egészben  a   Belgrade Centre railway station című angol Wikipédia-szócikk fordításán alapul.  Az eredeti cikk szerkesztőit annak laptörténete sorolja fel. Ez a jelzés csupán a megfogalmazás eredetét és a szerzői jogokat jelzi, nem szolgál a cikkben szereplő információk forrásmegjelöléseként.